# Rotternes konge
|  | Denne artikel er oprettet af botten Steenthbot ud fra en ekstern database. Den kan derfor have sproglige fejl eller mangler. Denne skabelon kan fjernes efter kontrol af indholdet. |

Rotternes konge er en dansk dokumentarfilm fra 1976 instrueret af Alexander Gruszynski efter eget manuskript.

## Handling
Et portræt af Danmarks sidste "praktiserende" gadegøgler - Cibrino - som i 30 år har rejst rundt i landet og optrådt med sine dresserede rotter og sin talende papegøje. Cibrino fortæller om at være "en gøgler af Guds nåde", som vil trække smilet frem hos publikum og fuppe dem på en dejlig måde. Han ses i selskab med sine artister ved optræden og på landevejen på vej til næste by. Og han fortæller om gøglertilværelsen som en livsform, hvor hans personlige og ukonforme frihedsideal er i strid med det moderne samfunds institutionalisering i bred forstand.